# Tordylium lusitanicum
Tordylium lusitanicum är en flockblommig växtart som beskrevs av Johann Centurius von Hoffmannsegg och Heinrich Friedrich Link. Tordylium lusitanicum ingår i släktet Tordylium och familjen flockblommiga växter. Inga underarter finns listade i Catalogue of Life.